# Zábřeh (Dolní Benešov)
Zábřeh (1869–1880 uváděn jako Zabrzeg a 1890–1910 jako Zabrzeh; německy Zabrzeh, polsky Zabrzeg a v období druhé světové války německy Oppau ) je část města Dolní Benešov v okrese Opava. Nachází se na západě Dolního Benešova. Prochází zde silnice I/56. V roce 2009 zde bylo evidováno 180 adres. V roce 2001 zde trvale žilo 695 obyvatel.
Zábřeh leží v katastrálním území Zábřeh u Hlučína o rozloze 4,06 km².